# Lynn Ahrens
Lynn Ahrens (New York, 1º ottobre 1948) è una compositrice e paroliere statunitense.

## Biografia
Numerose le collaborazioni con Stephen Flaherty con cui ebbe una candidatura, assieme a David Newman, all'Oscar alla migliore colonna sonora nel 1998 per il Anastasia.
Nel 2014 veste il ruolo di paroliere nel musical Rocky.